# كاسورات سيمبيون
كاسوريت سيمبيون هو كومونا في مقاطعة فاريزي في إيطالية بمنطقة لومباردي، وتقع على بعد حوالي 40 كيلومتر (25 ميل) شمال غرب ميلان و حول 20 كيلومتر (12 ميل) جنوب غرب فاريزي ، وتم احصاء عدد سكانها 31 ديسمبر 2004 ، وكان عددهم 5334 نسمة وتبلغ مساحتها 6.9 كيلومتر مربع (2.7 ميل2).
وتحد كاسوريت سيمبيون البلدات التالية: أرساغو سيبريو, كاردانو آل كامبو, غالاراتي، سوما لومباردو.

## الثقافة

### سان تيتو
في كاسوريت لا يزال يحتفل بحزب سان تيتو ، الذي تم الاحتفال به لأول مرة في عام 1926م ، من أجل تذكر الذكرى المئوية الخامسة عشرة لوفاة الشهيد ويتم إحياء الأحتفال كل عشر سنوات لبضعة أسابيع، وقد اتخذت الطبعة الأخيرة في سبتمبر 2016.

## المدن التوأم-المدن الشقيقة
كاسوريت سيمبيون هي توأم مع:
- Saint-Étienne-de-Saint-Geoirs, France
- Saint-Geoirs, France
- Saint-Michel-de-Saint-Geoirs, France

## روابط خارجية
- www.comune.casoratesempione.va.it باللغة الإيطالية